# Empidideicus efflatouni
Empidideicus efflatouni är en tvåvingeart som beskrevs av Engel 1933. Empidideicus efflatouni ingår i släktet Empidideicus och familjen svävflugor. Inga underarter finns listade i Catalogue of Life.